# Aleksander Guttry
Aleksander Teodor Guttry (ur. 23 marca 1813 w Paryżu k. Żnina, zm. 4 stycznia 1891 w Piotrkowicach (Poznańskie)) – polski działacz polityczny, przedstawiciel liberalnego ziemiaństwa, członek Zarządu Centralnego Towarzystwa Gospodarczego dla Wielkiego Księstwa Poznańskiego w 1861 roku.

## Życiorys
Syn Leona (1755–1829) i Honoraty ze Skoraszowskich (1773–1836). Ukończył poznańskie gimnazjum im. Marii Magdaleny. Brał udział w powstaniu listopadowym, po którym osiadł we wsi Paryż w pow. wągrowieckim. W 1840 brał udział w pracach nad przygotowaniem powstania narodowego, kierowanego przez poznański Komitet Libelta. W 1845 objął urząd wielkorządcy powstańczej Wielkopolski. Po denuncjacji w przeddzień wybuchu powstania w lutym 1846 został aresztowany i uwięziony. Po roku uniewinniony i zwolniony. W 1848 brał udział w powstaniu wielkopolskim, kiedy był adiutantem gen. Ludwika Mierosławskiego i walczył pod Miłosławiem i Wrześnią. Później był działaczem Ligi Polskiej, założycielem „Dziennika Polskiego”. W latach 1861–1866 zasiadał w Izbie Deputowanych pruskiego Landtagu w Berlinie. W powstaniu styczniowym z 1863 początkowo działał w Wielkopolsce (komisarz gen. Mariana Langiewicza), a następnie był komisarzem Rządu Narodowego na Francję i Anglię. W pojedynku zabił J. Kurzynę. Po powstaniu, w 1864 został skazany zaocznie przez rząd pruski na wyrok śmierci. Przebywał na emigracji w Belgii, skąd po amnestii w 1871 powrócił do kraju. Pochowany został w grobowcu rodzinnym na cmentarzu parafialnym w Juncewie.
Dwukrotnie żonaty. Od 16 lipca 1838 z Julią Kalkstein h. Kos (1817–1841), od 1842 z Prowidencją Cecylią Radzimińską h. Lubicz (1818–13 VII 1888). Z drugiego małżeństwa miał córki: Aleksandrę Teofilę (1846-1869), Wandę (ur. 1849), Helenę Julię (ur. 1851) i syna Leona Hipolita (1856–1929).

## Upamiętnienie
Był patronem Zespołu Szkół Ponadgimnazjalnych w Piechcinie.